# Rio Ciorganul
O Rio Ciorganul é um rio da Romênia, afluente do Jiul de Est, localizado no distrito de Hunedoara.